# Феліція Сулімірська
Фелі́ція Сулімі́рська гербу Любич (пол. Felicja Sulimirska; 19 листопада 1897, Самбір, Самбірський округ, Королівство Галичини та Володимирії, Австро-Угорщина — 22 листопада 1918, Львів) — польська кур'єрка під час польсько-українських боїв у Львові в листопаді 1918 року. 
Донька генерала Тадеуша Сулімірського. 
21 листопада 1918 року на вул. Фредра супроводжувала двох польських офіцерів, отримала поранення з боку українських військ. Померла 22 листопада у шпиталі, розташованому у Львівській політехніці. Похована на Личаківському цвинтарі.
На її честь називалась одна з вулиць Львова в 1938—1950 роках.